# جورج غيفورد
جورج غيفورد (17 نوفمبر 1891 - 16 سبتمبر 1972) (بالإنجليزية: George Gifford)‏ هو لاعب كريكت بريطاني (وحمل سابقاً جنسية المملكة المتحدة لبريطانيا العظمى وأيرلندا).